# Bozót-patak
A Bozót-patak Kislángtól északkeletre ered, Fejér vármegyében. A patak forrásától kezdve déli irányban halad Simontornyáig, ahol beletorkollik a Sióba. A patakba Dégnél beletorkollik a Bogárdi-vízfolyás. A patak elhalad a dégi Festetics-kastély közelében. 
A Bozót-patak vízgazdálkodási szempontból az Észak-Mezőföld és Keleti-Bakony Vízgyűjtő-tervezési alegység működési területéhez tartozik.
A patakon Igarnál horgásztavat hoztak létre.

## Part menti települések
- Kisláng
- Dég
- Mezőszilas
- Igar
- Simontornya